# Тодар Кляшторний
Тодар Кляшторний (11 березня 1903, с. Поріччя, Лепельський район, Вітебська область, Білорусь — 30 жовтня 1937, в'язниця НКВС, Мінськ, Білорусь) — білоруський поет, перекладач.

## Біографія

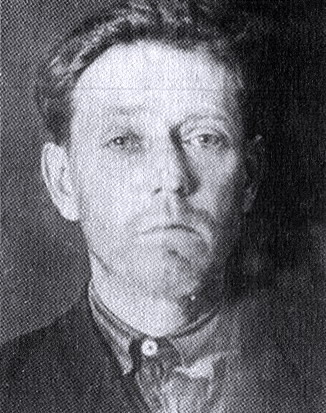
Тодар Кляшторний. Тюремне фото

Після служби в армії навчався на робітничому факультеті в Орші. У 1931 закінчив літературно-лінгвістичне відділення педагогічного факультету Білоруського державного університету. Працював на радіо, в республіканських газетах і журналах. Був членом літературних об'єднань «Маладняк», «Узвышша», та ін. Входив в неформальне об'єднання «Товариство любителів випити і закусити» (ТАВІЗ). В кінці 1920-х — на початку 1930-х рр. кімната Кляшторного часто ставав місцем теплих дружніх зустрічей письменників, «іноді з пляшкою лошицького вина з аґрусу або антонівки». Як відзначав М. Лужанін, в гонорарні дні поет ініціював дружні бесіди «на закритому від цікавих очей балкончику ресторану „Європа“» В останній раз своє рідне село Поріччя Т. Кляшторний відвідав влітку 1936 Заарештованний 3 листопада 1936 року в Мінську за адресою вул. Фабрична, д. 10/4, кв. 7. Засуджений позасудовим органом НКВС 29 жовтня 1937 о 11:00 як «член антирадянської організації» до вищої міри покарання з конфіскацією майна. Реабілітований військовою колегією Верховного суду 8 червня 1957.
Був одружений з Яніною Германович (1909–1959), заарештованої і засудженої 28 листопада 1937 особливим нарадою при НКВС як «член сім'ї зрадника батьківщини» до 8 років ППК. Мав трьох доньок: Тодіяну (від перших складів імен батька і матері), дитячу поетесу, Весналіну і Мою, одну з керівників Мартирологу Білорусі.

## Творчість
Друкуватися почав у 1925 у часописі «Аршанскі маладняк». Вийшли збірки поезій «Кляновыя завеі» (1927), «Сьветацені» (1928), «Ветразі» (1929), «Праз шторм — на штурм» (1934).
Тодар Кляшторний — автор інтимної, пейзажної, філософсько-медитативної лірики, віршів пісенного складу, віршів-звертань, віршів-послань («Ліст да дзяўчыны», «Ліст у Сыбір»), віршів, близьких до народної творчості («Бачу і чую — чую і бачу», «Ой, ты дзеўчына», «Там за гарамі не воўкі завылі», «На Ўсходзе Дальнім, на палях Кітая»), творів публіцистичного характеру («Лукішкі»), байок («Чужыя дзеці»), пародій («Вольны запіс прамовы аднаго пісьменьніка на пленуме ССП», пародія на К. Кропиву «Дзед і Баба»), епіграм ("Нашым крытыкам: «Сяўбовае, сяброўскае»).
Автор поем «Калі асядае муць» (1927), «Беларусь» (1928), «Палі загаманілі» (1930), «Сьляды дарог» (1932) і «Радзіма» (1934). На думку М. Мушинського, це були вірші-підступи до жанру поеми.
Автор оповідань («Праз куламесіцу часу», 1926) і нарисів («Нашы межы непарушныя», 1933; «Уся справа ў людзях», 1934 та ін.).
Переклав на білоруську мову п'яту частину «Пригод бравого вояка Швейка» Ярослава Гашека (у співавторстві зі Змітроком Остапенком, 1932), роман Ф. Панфьорова «Брускі» (у співавторстві з М. Багуном, ч. 1 , 1932) і твори І. Харіка, А. Лахуті, О. Кутателі, М. Асєєва, Л. Первомайського, С. Стальського, Р. Альберта, О. Безименського, М. Голодного. Переклав вступ поеми В. Маяковського «На весь голос».

### Оцінки

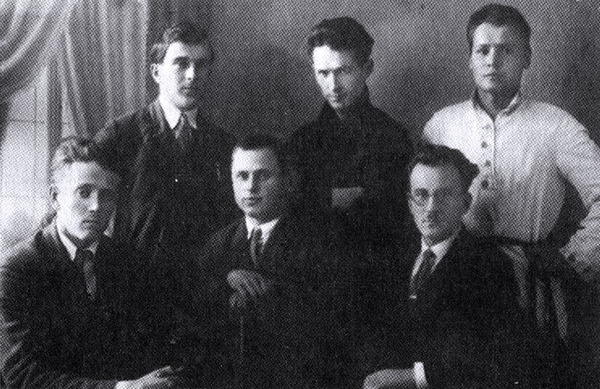
Літаратурне об'єднання «Маладняк». Перший знизу — Тодар Кляшторний. Мінськ, 1927 р.

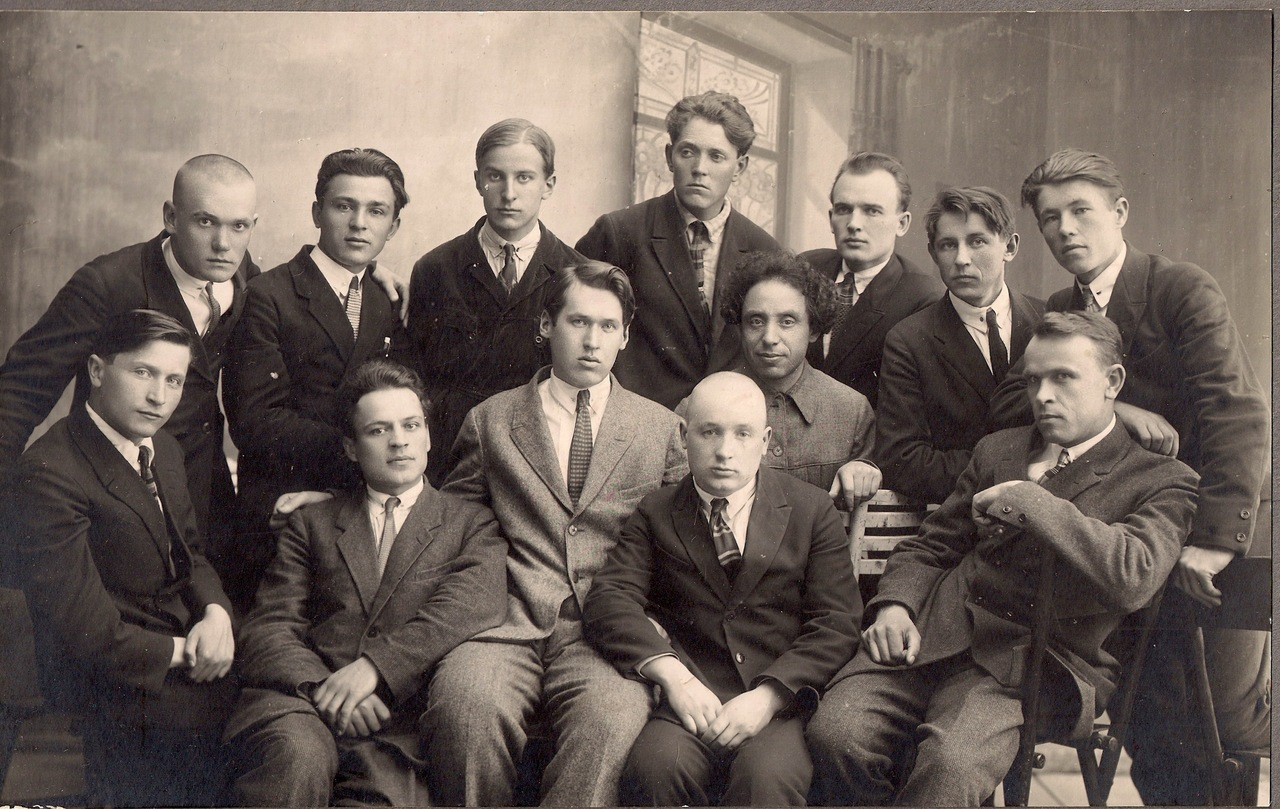
Літаратурне об'єднання «Ўзвышша». Тодар Кляшторний четвертий справа верхньому ряду

Багато творів Тодора Кляшторного при його житті ставали об'єктами нападів з боку захисників партійно-класового підходу до мистецтва: критика вмовляла автора за невідповідність ідеологічним потребам епохи, наявність упадніцтва, песимізму, ясеніншчини, поетичної вольниці, збродніцтва і богемного ставлення до світу Критик Є. Колядний в рецензії на першу книжку Кляшторного писав: «трошки окремо стоїть Кляшторний. У нього часто — шаблонність, штампи, особливо в образах. І зміст в нього особливий. Він захитався і занудьгував від цього. Він на роздоріжжі.» У 1928 році А. Гродна в рецензії на збірку «Сьветацені» констатував просякнутість «меланхолійними настроями» всієї творчості поета, називав «естетнічання» її характерною рисою, а ключові образи типу «рожеві склянки», «наливки крижані» і ін. — «спадщиною богемщини» У 1930 році на вихід збірки «Вітрила» С. Куницький в журналі «Маладняк» зазначив повний розрив ліричного героя Т. Кляшторного з громадським життям: «Всі настрої …, комбінують один образ, образ людини, який час від часу втрачає будь-який сенс життя, втрачає будь-яку зацікавленість жити.». Критик Л. Бенде писав про Кляшторного як про «пілікаючого лірника», чиї «мінорні звуки пілікання, нікому не потрібні».
Критик Соломон Левін в полум'яній статті «На наш бераг» приписує поетові звуженість і індивідуалістичність переживань, імпресіонізм пейзажних зображень і «естетичний алкоголізм» Левін називає поему «Калі асядае муць» «занепадницьким, похмурим, шкідливим» твором і перекреслює поеми «Праксэда» і «Беларусь». Як зазначає І. Богданович, саме С. Левін зазначив імпрессіоністічну манеру письма Т. Кляшторного, розуміння ним поезії як містичної сили, прихильність підсвідомого пізнання дійсності і важливість суб'єктивних переживань..
Ізидор Плащинський в статті «Праз муту жыцьця да гоману палёў» зазначає, що «Кляшторний не приніс відразу в літературу енергійного співу захоплення від створення нових форм життя», підкреслюючи, що «поезії Тодора Кляшторного характерно те, що в ній немає твердої лінії». На думку критика, своєрідність творчості автора полягає «в перехресті сили і безсилля, в подвоєнні, яке містить часом у собі найпротилежніші моменти». Про поему Т. Кляшторного «Калі асядае муць» С. Левін, А. Гродна, А. Канакоцін, Л. Бенда та інші писали, що це ідейно порочний, занепадницький, декадентський твір. Критик А. Титов вважав поему апогеєм прихильності поета до богеми.
А. Бабарека наступним чином охарактеризував другу збірку Т. Кляшторного: «Світлотіні — за загальним враженням від їх творів — це спокійно-замислене дивування мінливістю, яка пізнається поетом в бутті, як свого роду абсолютний закон життя. Як ілюстрації цієї мінливості, відчуті і пережиті поетом в окремих моментах часу, і виступають всі вірші Світлотіней».
На думку М. Міщанчука, Тодар Кляшторний не зміг протистояти тоталітарному тиску і зрадив своїй ранній манері письма, відійшов від мальовничості і двостильності(вірші «Рыжы, но…», «У вёсцы», «Так было раней») і став письменником натуралістичного плану, фактографом, перейшовши на шлях риторичного, гучного, шаблонного гладкопису. На думку М. Мушинського, твори поета 1930-х свідчать про успішність спроб деформувати природні схильності Т. Кляшторного як поета-лірика і штовхнути його на шлях декламаційно-пафосного оспівування радості життя і успіхів соціалістичного будівництва.
Як зазначає М. Мушинський, післявоєнні видання літературної спадщини Тодара Кляшторного (1960, 1970, 2003) ілюструють труднощі звільнення критичної думки від ідеологічних нашарувань 1930-х і спрощених вульгаризаторскими оцінками. На думку дослідника, в літературно-критичних оцінках складових книг відчувається надмірна обережність і поступки колишнім застарілим уявленням, як, наприклад, в передмові Сергія Граховського до збірки «Вибраних віршів» (1970):"Т. Кляшторний … їде в перші колгоспи, на будівництво доріг і пише поему «Палі загаманілі» і вірші, що склали збірку «Праз шторм на штурм». Але ні в поемі, ні в віршах ще не розкриті глибинні процеси нового життя. Воно побачене … без проникнення в характери людей, без розуміння витоків їх ентузіазму, нового відношення до справи"
А. Пашкевич в передмові до останньої збірки віршів поета зазначає, що Т. Кляшторний «проявився перш за все поетом авангардного мислення, творцем імажиністської школи з яскравими і неповторними переживаннями, настроями, почуттями, які ним ніби й не писалися, а виспівувалися …». На думку М. Міщанчука, лірика Кляшторного є «лірикою полярних стильових принципів». Так, в пейзажній ліриці переважає романтична символіка і відчувається вплив імажиністів, а в творах про реальне людське життя («У вёсцы», «Так было раней») діалоги героїв і авторські коментарі шикуються в чисто реалістичному стильовому ключі Як зазначає А. Бєльський, схильність до поетики імажинізму проявляється в наступних творах Т. Кляшторного: «Зазімак», «Зацьвілі сярэбраныя росы…» і «На ледзяной гітары». За В. Дзямком, в поемі Т. Кляшторного «Калі асядае муць» через опис антиномії післяреволюційної дійсності поет наближається до проблематики екзистенціалізму: на прикладі поем «Калі асядае муць» і «Чорны чалавек»
На думку Л. Гараніна, в літературному процесі того часу Т. Кляшторний виступає як поет-новатор, творець особливої асоціативної образності, побудованої на поєднанні різноякісних явищ, вираженні незвичайного стану душі, її несподіваних і глибоких переживань, злетів. В. Жибуль зазначає, що в даний час стало можливим відкрито і без всякої негативної конотації стверджувати, що поет «фактично … був одним з представників білоруського імажинізму» (В. Конон) або імпресіонізму (І. Богданович),а його творчість «визначалася альтернативним (щодо офіційної норми) методом художнього письма, який в основному відповідав естетичним принципам модернізму і декадансу».

## Спогади
За спогадами сучасників Тодар Кляшторний постає «людиною м'якого характеру, безконфліктним», зі слабкістю і дивацтвами." Поетеса Ольга Тополя, яка знала Т. Кляшторного від юності, описувала його зовнішній вигляд у такий спосіб: «Високий, худорлявий, з копною густого, солом'яно-світлого волосся на голові, з блакитними, в колір волошок, очима, він був завжди якось по-особливому сумний, то сумом віяло від нього. Близько його тонких блідих губ рано лягли складки гіркоти. Він рідко сміявся, і його посмішка теж була завжди сумною. І ще він був тихий, спокійний, врівноважений, ніхто ніколи не чув і не бачив, як він злився … Загалом Кляшторний був дуже чуйний. Якщо хто-небудь з його колег читав свій сильний вірш, який пронизував до серця, в Кляшторного на очах набігали сльози.»
Симон Шевцов у своїй книзі «Мая адысея» згадував: "Кляшторний був моїм сусідом по квартирі на селищі «Комінтерн». Разом йшли якось з Будинку Письменників по прогнилих дошках тротуару по Ляхівці. Тодор в обдрипаних брюках: одна штанина засукана вище коліна, друга — спущена на порваний черевик, ніс на руках свою маленьку дитину, а за ним дріботіла його мала, худенька дружина. За її спідницю трималася мала донечка. «Тодарка, рідний, не впусти дитинку!» — повторювала дружина. Тодарка був трохи на підпитку.
Кляшторний часто носив з собою в клітці канарку, яку вчив розмовляти. Робітники-каменярі знали, що він — поет. Здалеку вгледіли його і кажуть: «Он, йде пролетарський поет!» Питали: «Як, співає канарка?» «Не співає, а плаче в клітці канарка», — відповідав Тодор.
Деякі окреслені С. Шевцовим риси колись, ще за життя поета, помітив Альоша (Анатолій Вільний), вказавши їх шаржово в гуморесці «Тодор Кляшторний. Літературний силует» (1932): "Деякі кажуть, що ніби через свою розсіяність, Тодор при переїзді з однієї квартири на іншу втратив свою доньку. У цьому сенсі, навіть оголошення висіло деякий час в будинку письменника. Але це брехня. Доньку Тодор не загубив … "
Зі спогадів доньки поета, Тадіяни, можна дізнатися про велику любов поета до риболовлі, що в певному сенсі сприяло його поетичній творчості: «Великою насолодою, навіть щастям вважав батько відпочинок на озері. Там, трохи відступивши від берега, лежав, наполовину вилізши із води, величезний камінь. Взявши з собою блокнот з олівцем, вудку, він сідав на нього, ноги занурював у воду, закидав вудку, а потім в очікуванні клювання починав думати і писати вірші. На цьому камені з-під його руки з'явилося багато віршів.».
У пізніші часи з'явилося ще кілька статей і спогадів сучасників про поета. Так, наприклад, С. Гроховський згадував: «У 1931 році вперше побачив його в Будинку письменників. Високий, худорлявий, з рудуватим хвилястим волоссям, а вираз очей по-дитячому збентежений і розгублений. Він був неймовірно скромний і ніжний. Майже в кожному реченні самі по собі проскакували „вибачте“ і „будь ласка“. Він кожному поступався дорогою, особливо губився перед жінками, червонів, кліпав кошлатими, як джмелі, віями і говорив завжди тільки найприємніше. За лірику і прямоту вульгаризатари на Кляшторного чіпляли не тільки бирку „правого попутника“, але і звинувачували в більш страшних гріхах.».
Поет Станіслав Шушкевич запам'ятав зустріч з Тодаром Кляшторним в будинку своїх батьків у селі Шчитомеричі біля Мінська. Т. Кляшторний, який відслужив у Червоній Армії, прийшов в шинелі і будьонівці і «прочитав присутнім свої вірші, багато рядків з яких були автобіографічними: „А даль квітнее крозамі, / так многа розных дзіў. <…> Пад воплескі асеньнія / вось там, у тыя дні / мяне па той аселіцы / расстрэліваць вялі. / Вялі п'яныя ворагі… / Вакол вароні баль… / Каму ж жыцьцё ня дорага? / Кляшторны, стаў на банк! / Бяжы!… А лес рубінавы / табе падасьць руку / пад рогат гільяцінавы, / пад сьвісты дзікіх куль“».

## Вшанування пам'яті
У 2008 одній з вулиць села Камінь (Вітебська область) на Лепельщині було присвоєно ім'я Тодара Кляшторного. У сільському будинку культури також діє бібліотека-музей Тодора Кляшторного.